# Karol Maliszewski

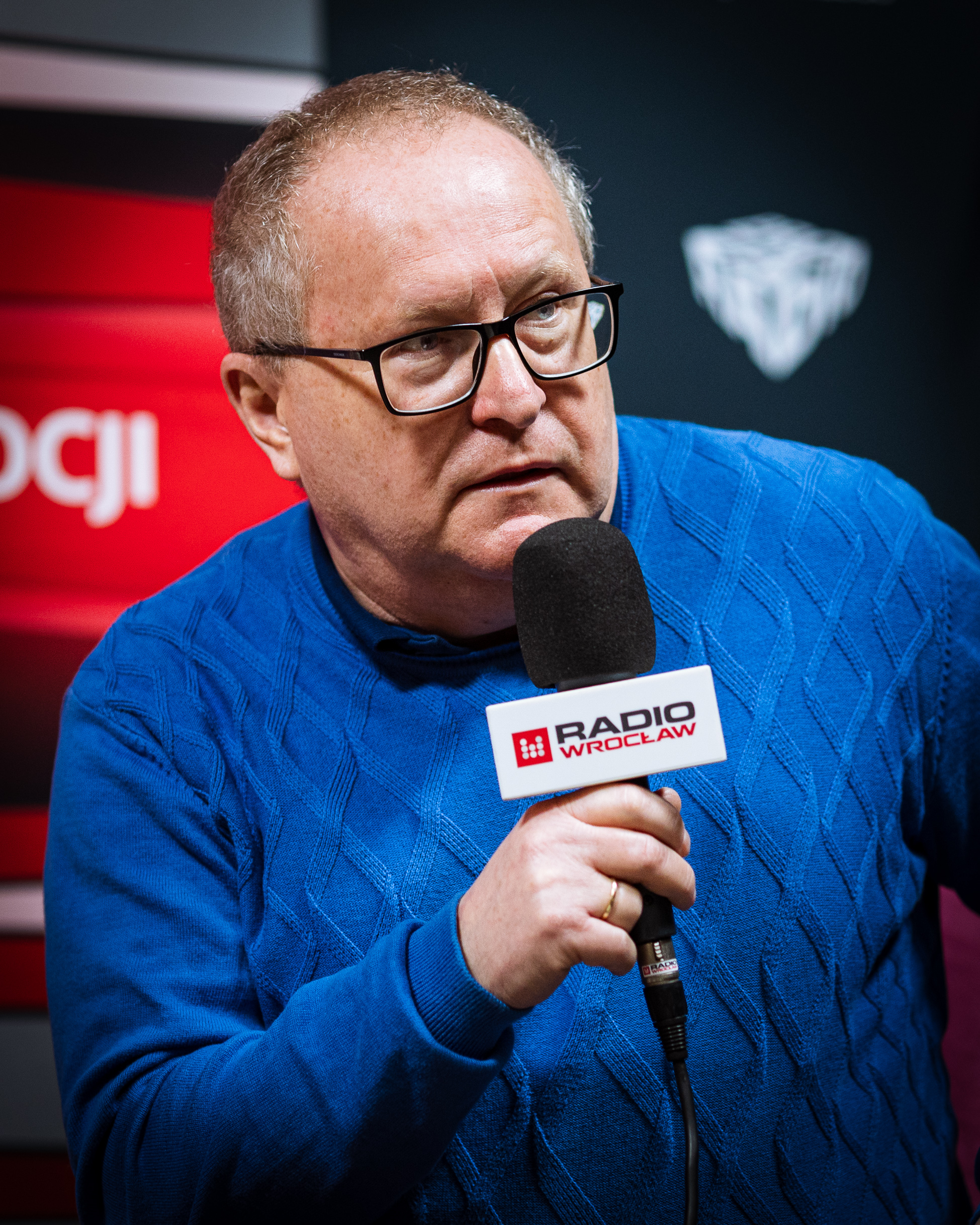
Karol Maliszewki (2025)

Karol Maliszewski (* 27. Juli 1960 in Nowa Ruda) ist ein polnischer Literaturkritiker, Literaturhistoriker, Lyriker, Prosaschriftsteller und Übersetzer.

## Leben
Maliszewski besuchte das Gymnasium in Nowa Ruda und legte dort 1979 das Abitur ab. Bereits als Gymnasiast debütierte er mit dem Gedicht Piosnka jej, das in 1978 in der Monatsschrift Radar publiziert wurde. Nach dem Abitur studierte er kurzzeitig Polonistik an der Universität Breslau, brach jedoch sein Studium ab und arbeitete 1980 als Betonmischer in Warschau und als Erntehelfer in den Sudeten. Im folgenden Jahr nahm er ein Studium der Philosophie an der Universität Breslau auf und erwarb dort 1987 den Magister. Daneben veröffentlichte weiterhin Gedichte und nahm an erfolgreich an mehreren Lyrikwettbewerben teil. Nach seinem Studium arbeitete er zunächst als Grundschullehrer in Nowa Ruda und als Redakteur für lokale und regionale Zeitungen. Von 1993 bis 1995 nahm er ein postgraduelles Studium der Polonistik an der Universität Opole auf. Er wurde 2000 als Dozent für polnische Literatur am Riesengebirgskollegium (Kollegium Karkonoskie) in Jelenia Góra und leitete ab 2001 Workshops an der Jagiellonen-Universität in Krakau. An der Universität Breslau promovierte er 2003 mit der Arbeit Na tropach nowej świadomości poetyckiej. O poezji pokolenia „brulionu“ i następców unter dem Doktorvater Jacek Łukasiewicz. Von 2005 bis 2007 dozierte er Philosophie an der Polnisch-Tschechischen Hochschule für Business und Sport Collegium Glacense in Nowa Ruda. Seit 2008 ist er wissenschaftlicher Mitarbeiter an der Universität Breslau. Daneben war er von 2010 bis 2014 Rezensent der Fernsehsendung Rewolwer Kulturalny, die im TVP Wrocław ausgestrahlt wurde. Seit 2016 ist er Jurymitglied des Breslauer Lyrikpreises Silesius.
Er wohnt in Nowa Ruda.

## Publikationen

### Lyrik
- Ósmy arkusz. Debiuty poetyckie, 1984, mit Adam Poprawa
- Dom i mrok, 1985
- Wiersz wolny, 1987
- Miasteczko – prośba o przestrzeń, 1988
- Będę przebywał jeszcze wtedy w Polsce, (Noworudzki Klub Literacki Ogma),  1991
- Młody poeta pyta o-, 1994
- Rocznik sześćdziesiąty grzebie w papierach. Wiersze z przełomu i nowe, 1996
- Rok w drodze, 2000
- Inwazja i inne wiersze, 2004
- Zdania na wypadek. Wiersze wybrane, 2007
- Potrawy pośmiertne, 2010
- Ody odbite, 2012
- Jeszcze inna historia, 2015
- Na obou stranách, 2015
- Małe zawsze, 2017
- Przypadki Pantareja. Wiersze dla małych i dużych, 2017
- Piosenka o przymierzaniu, 2019
- Silnik na trawie, 2022
- List do prawnuków, 2024

### Dramen
- Schronisko dla bezdomnych poetów. Teatr Młodego Widza przedstawia, 1996

### Prosa
- Dziennik pozorny, 1997
- Próby życia, 1998
- Faramucha, 2001
- Sajgon, 2009
- Manekiny, 2012
- Przemyśl–Szczecin, 2013
- Ludzie stąd, 2017
- Szpok. Próby, 2020
- Czarownica nad Włodzicą. Baśnie i legendy z Nowej Rudy i okolic, 2021
- Diabeł z Wilkowca. Baśnie z i legendy z okolic Nowej Rudy, 2023
- Udar w ministerstwie wyjaśnień, Mitautor Jarek Łukaszewicz, 2024

### Essays
- Nasi klasycyści, nasi barbarzyńcy. Szkice o nowej poezji, 1999
- Zwierzę na J. Szkice o wierszach i ludziach, 2001
- Nowa poezja polska 1989–1999. Rozważania i uwagi, 2005
- Rozproszone głosy. Notatki i krytyka, 2006
- Po debiucie. Dziennik krytyka, 2008
- Z dolnośląskiej półki: szkice o literaturze regionalnej, 2008
- Pociąg do literatury. Szkicownik literacki z Dolnego Śląska, 2010
- Wolność czytania. Teksty z przypisami i bez, 2015
- Poezja i okolice. Między krytyką literacką a historią literatury, 2018
- Bez zaszeregowania. O nowej poezji kobiet, 2020
- Język w ogniu i inne metafory krytycznoliterackie, 2022

### Übersetzungen
- Od Nysy. Antologie polsko-českého příhraničí = K Nise. Antologia polsko-czeskiego pogranicza, 2016, mit Antoni Matuszkiewicz

## Nominierungen
- 2000: Nominierung für den Paszport Polityki mit Nasi klasycyści, nasi barbarzyńcy. Szkice o nowej poezji
- 2002: Nominierung für den Paszport Polityki mit Faramucha
- 2007: Nominierung für den Nike-Literaturpreis mit Rozproszone głosy. Notatki i krytyka